# Wartość (filozofia)
Wartościami w sensie filozoficznym zajmuje się aksjologia (filozofia wartości), która bada naczelne wartości moralne, estetyczne, religijne, kulturowe, poznawcze itd.

## Definicja
Filozoficznie rozumiana wartość nie jest pojęciem jednoznacznym i obejmuje przede wszystkim następujące znaczenia:
1. Wartość jako cecha obiektywnie przysługująca danej rzeczy.
2. Wartość jako cecha subiektywnie przypisana danej rzeczy przez podmiot – dowolnie albo zgodnie z przyjętymi w danej kulturze normami.
3. Wartość w sensie metafizycznym (tomizm) to aspekt dobra jako transcendentalnej własności bytu mające swe racje zarówno w naturze bytu wartościowanego, jak i w naturze bytu wartościującego.
4. W nowożytnej ontologii (Rudolf H. Lotze, Max Scheler, Nicolai Hartmann) wartości takie jak prawda, dobro, piękno, świętość są traktowane w oderwaniu od bytu na wzór idei platońskich.
5. Wartość estetyczna jest dana w przeżyciu estetycznym jako to, co nas fascynuje, na przykład piękno, wzniosłość, tragizm, komizm itd.
6. Wartość logiczna to prawdziwość lub fałszywość sądu.

## Historia pojęcia
W filozofii termin „wartość” został przejęty z ekonomii (wartość ekonomiczna).
Pojęcie wartości zostało wprowadzone do filozofii w XIX wieku przez Rudolfa H. Lotzego i rozwinięte przez neokantowską szkołę badeńską.

## Rodzaje wartości
Wartość może być pozytywna (dodatnia) lub negatywna (ujemna).
Wartość może być absolutna (bezwzględna) lub względna.